# Hydrostachys
Hydrostachys, biljni rod smještebn u vlastitu porodicu Hydrostachyaceae, dio reda Cornales. Njezinih 20 priznatih vrsta rasprostranjeno je po državama s juga Afrike, od Angole i Namibije do Madagaskara.

## Vrste
1. Hydrostachys angustisecta Engl.
2. Hydrostachys decaryi H. Perrier
3. Hydrostachys distichophylla A. Juss.
4. Hydrostachys fimbriata C. Cusset
5. Hydrostachys flabellifera G.W.Hu, Zhun Xu & Q.F.Wang
6. Hydrostachys imbricata A.Juss.
7. Hydrostachys insignis Mildbr. & Reimann
8. Hydrostachys longifida H.Perrier
9. Hydrostachys lufirensis C.Cusset
10. Hydrostachys lukungensis (Hauman) C.Cusset
11. Hydrostachys maxima H.Perrier
12. Hydrostachys monoica H.Perrier
13. Hydrostachys multifida A.Juss.
14. Hydrostachys perrieri C.Cusset
15. Hydrostachys plumosa A.Juss. ex Tul.
16. Hydrostachys polymorpha Klotzsch
17. Hydrostachys stolonifera Baker
18. Hydrostachys triaxialis Engl. & Gilg
19. Hydrostachys trifaria H.Perrier
20. Hydrostachys verruculosa A.Juss.